# الکساندر اسمرکین
الکساندر اسمرکین (Александр Александрович Осмеркин؛ ۲۶ نوامبر ۱۸۹۲ – ۲۵ ژوئن ۱۹۵۳) نقاش اهل امپراتوری روسیه بود.